# 2019년 1월 6일 일식
2019년 1월 6일 일식은 달이 지구와 태양 사이를 지나면서 태양의 일부를 가리는 부분일식이다. 지구가 달의 반그림자를 지날 때 일어난다. 아시아 동부, 태평양 북부에서 관측이 가능하다.

## 관측 행사
대한민국 한국천문연구원은 서울 기준 오전 8시 36분(KST, 한국 표준시)에 부분 일식이 시작하여, 9시 45분에 최대로 가리고, 11시 3분 달이 해와 완전히 떨어지면서 부분일식이 마무리 된다고 예보하였다.

### 온라인 생중계
한국천문연구원은 공식 페이스북 페이지(https://www.facebook.com/kasipr )를 통하여, 오전8시 30분부터 11시 5분까지 부분 일식을 실시간 방송하며, 보현산천문대에 있는 태양플레어 망원경과 155mm 굴절망원경을 사용한 부분 일식 장면을 공개한다.

### 행사 장소
| 지역 | 장소                              | 주관                      | 출처 |
| 강원 | 양구군 국토정중앙천문대           | 국토정중앙천문대          |      |
| 경기 | 과천시 국립과천과학관             | 국립과천과학관            |      |
| 경기 | 군포시 대야도서관 누리천문대      | 대야도서관                |      |
| 경기 | 안성시 안성맞춤천문과학관         | 안성시농업기술센터        |      |
| 경기 | 포천시 포천아트밸리 천문과학관    | 포천아트밸리              |      |
| 경남 | 김해천문대                        | 김해천문대                |      |
| 경북 | 영천시 보현산천문과학관           | 보현산천문과학관          |      |
| 경북 | 예천천문우주센터                  | 예천천문우주센터          |      |
| 대구 | 달성군 국립대구과학관             | 국립대구과학관            |      |
| 대전 | 유성구 국립중앙과학관             | 국립중앙과학관            |      |
| 대전 | 유성구 대전시민천문대             | 대전시민천문대            |      |
| 부산 | 금련산청소년수련원 부산시민천문대 | 금련산청소년수련원        |      |
| 서울 | 노원구 서울시립과학관             | 서울시립과학관            |      |
| 서울 | 노원구 중계근린공원               | 노원우주학교              |      |
| 서울 | 롯데월드타워 서울스카이           | 서울스카이                |      |
| 전남 | 고흥군 NYSC 덕흥천문대            | 국립청소년우주센터 (NYSC) |      |
| 전남 | 고흥군 고흥우주천문과학관         | 고흥우주천문과학관        |      |
| 전남 | 여수시 환경도서관                 | 여수시립환경도서관        |      |
| 전북 | 익산시 전라북도과학교육원         | 전라북도과학교육원        |      |
| 전북 | 정읍시 전북기상과학관             | 전북기상과학관            |      |
| 제주 | 제주시 별빛누리공원               | 별빛누리공원              |      |
| 충남 | 천안시 홍대용천문과학관           | 홍대용천문과학관          |      |
| 충남 | 청양군 칠갑산천문대               | 칠갑산천문대              |      |
| 충북 | 청주시 충북교육과학연구원         | 충북교육과학연구원        |      |
| 충북 | 충주시 충주고구려천문과학관       | 충주고구려천문과학관      |      |

## 사진첩

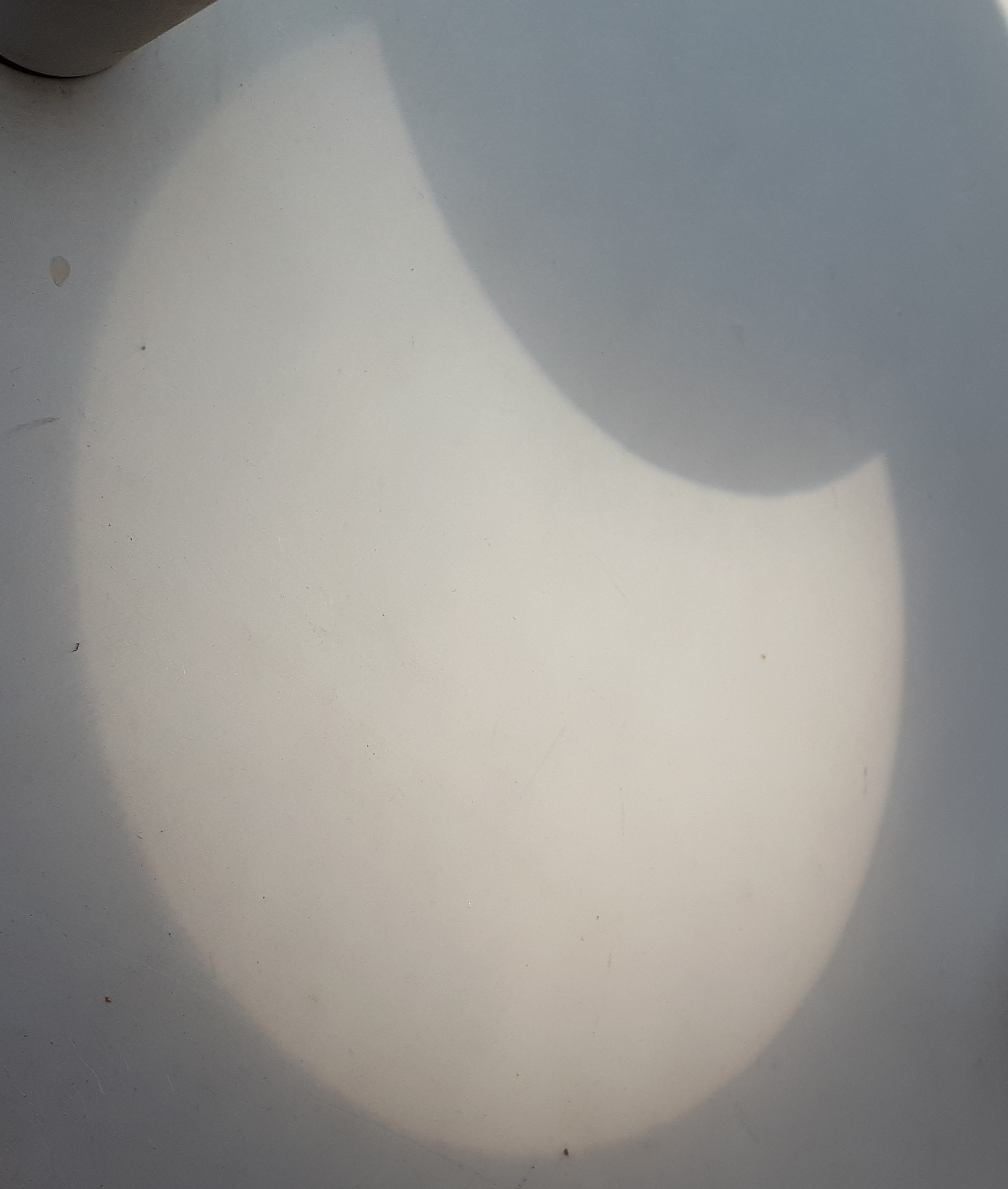
오전 9시 47분(KST)에 태양투영법으로 보현산천문과학관에서 촬영된 부분 일식